# Champ extérieur

Sur ce schéma, le champ extérieur est représenté en vert

Au baseball, le champ extérieur (en anglais outfield) désigne l'aire de jeu située au-delà du champ intérieur, c'est-à-dire par les quatre bases où évoluent en défense les joueurs de champ intérieur et les coureurs en attaque. 
Ce sont les joueurs de champ extérieur qui y évoluent, au nombre de trois.
Il constitue avec le champ intérieur l'ensemble du territoire des bonnes balles au baseball, c'est-à-dire la zone où se déroule la partie.